# Calle Spring (línea de la Octava Avenida)
Para la estación con el mismo nombre de las líneas de la Avenida Lexington y la Naranja del Metro de Nueva York y Tranvía de San Diego, véase: Calle Spring y Calle Spring. 
La Calle Spring es una estación en la línea de la Octava Avenida del Metro de Nueva York de la B del Brooklyn-Manhattan Transit Corporation. La estación se encuentra localizada en SoHo, Manhattan entre la Calle Spring y la Avenida de las Americas. La estación es servida las 24 horas por los trenes del Servicio  y  y por el día y las noche excepción de las madrugadas por el servicio .